# Jermaine Paul

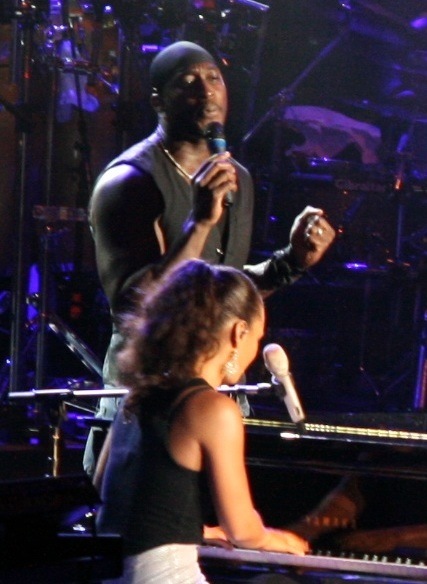
Jermaine Paul mit Alicia Keys (2008)

Jermaine Paul (* 26. Juli 1978 in New York) ist ein US-amerikanischer R&B-Musiker. Er gewann 2012 die zweite Staffel der US-amerikanischen Castingshow The Voice.

## Biografie
Paul wuchs als Sohn eines Kirchenpredigers – bis auf zwei Jahre in Alabama – in New York auf und begann mit der Musik in der Kirche. Er sang in verschiedenen Chören, unter anderem im klassischen Schulchor seiner High School und in einem Chor mit Mitgliedern aus dem ganzen Bundesstaat New York. Daneben lernte er Gitarre und später Klavier spielen. Mit 15 Jahren gründete er mit einem Bruder und dessen Freund die Band 1Accord, die auch einen Plattenvertrag bekam, sich aber nach einem Filmsong wieder auflöste.
Danach war er lange Zeit Background- und Studiosänger für Alicia Keys und hatte eine Zeitlang eigene Auftritte in ihrem Vorprogramm. 2006 wurde er für die Beteiligung an ihrem Song If This World Were Mine für einen Grammy Award für die beste gemeinsame R&B-Darbietung nominiert. Trotzdem trennte er sich nach acht Jahren von Keys, weil er eine unabhängige Karriere beginnen wollte. Mit Brüdern und Freunden gründete er eine Band, die sich in New York etablierte.
Als 2002 die Gesangs-Castingshow American Idol ins Leben gerufen wurde, bewarb sich Jermaine Paul als Kandidat, wurde aber abgelehnt. Einen zweiten Versuch unternahm er 2012 beim Konkurrenzformat The Voice. Obwohl bei den Blind Auditions nur zwei der vier Coaches für ihn gestimmt hatten, kam er bis ins Finale und setzte sich dort gegen die verbliebenen drei Konkurrenten durch. Mit seinem Finalbeitrag I Believe I Can Fly, im Original von R. Kelly, schaffte er es anschließend auch in die US-Singlecharts. Neben dem Preisgeld erhielt er auch einen Plattenvertrag. Er veröffentlichte jedoch kein eigenes Album, nachdem seine erste Single I Believe in This Life trotz seines Auftritts in der darauffolgenden The-Voice-Staffel gefloppt war.

## Diskografie
Alben
- The Voice – The Complete Season 2 Collection (2012)

Lieder
- Songs aus den The-Voice-Sendungen vom 5. Februar bis 8. Mai 2012
  - Complicated (Avril Lavigne)
  - Get Outta My Dreams, Get into My Car (Billy Ocean – „Battle“ mit ALyX)
  - Livin’ on a Prayer (Bon Jovi)
  - Against All Odds (Phil Collins)
  - Open Arms (Journey)
  - God Gave Me You (Blake Shelton)
  - Soul Man (Sam & Dave – Duett mit Coach Blake Shelton)
  - I Believe I Can Fly (R. Kelly)
- I Believe in This Life (2012)